# Josef Schnitter
Josef Václav Schnitter (16. října 1852 Nový Bydžov – 19. května 1914 Plovdiv) byl český stavitel, který většinu svého života strávil Bulharsku, kde je znám jako Josif Šniter (bulharsky Йосиф Шнитер).

## Mládí
Narodil se ve stavitelské rodině a po středoškolských studiích vstoupil na Vídeňskou technickou univerzitu, kde studoval na stavební fakultě. Těsně před dokončením školy odejel v roce 1876 do Ruska, aby se vyhnul pronásledování za účast v tajném společenství usilujícím o nezávislost českého národa. K prvním realizacím svých staveb se dostal v Moskvě, kde pracoval v technickém plánovacím oddělení a kde v květnu 1877 přestoupil k pravoslaví.

## Rusko-turecká válka a Východní Rumélie
Když vypukla rusko-turecká válka, přihlásil se jako dobrovolník k ženijnímu vojsku. Při obléhání Plevenu byl velitelem fortifikačních prací a byl zde zraněn. Když ruské vojsko překonalo v zimě 1877 Starou planinu, došel s ním až k Istanbulu. Poté byl převelen do Plovdivu a zde zůstal po uzavření Sanstefanské mírové smlouvy natrvalo.
Nedlouho po demobilizaci byl jmenován oblastním inženýrem a vedoucím technického oddělení v Plovdivu, který se stal hlavním městem autonomní turecké provincie Východní Rumélie. V letech 1878 – 1885 zde navrhl a postavil především veřejné, ale i soukromé budovy; například novorenesanční dívčí gymnázium, zvonici kostela svaté Bohorodice, kostel svatého Jiří, kostel svatého Cyrila a Metoděje, budovu Prefektury, dům s knihkupectvím, dům D. Mančova, dům J. Grueva, dům Ch. Gendova.

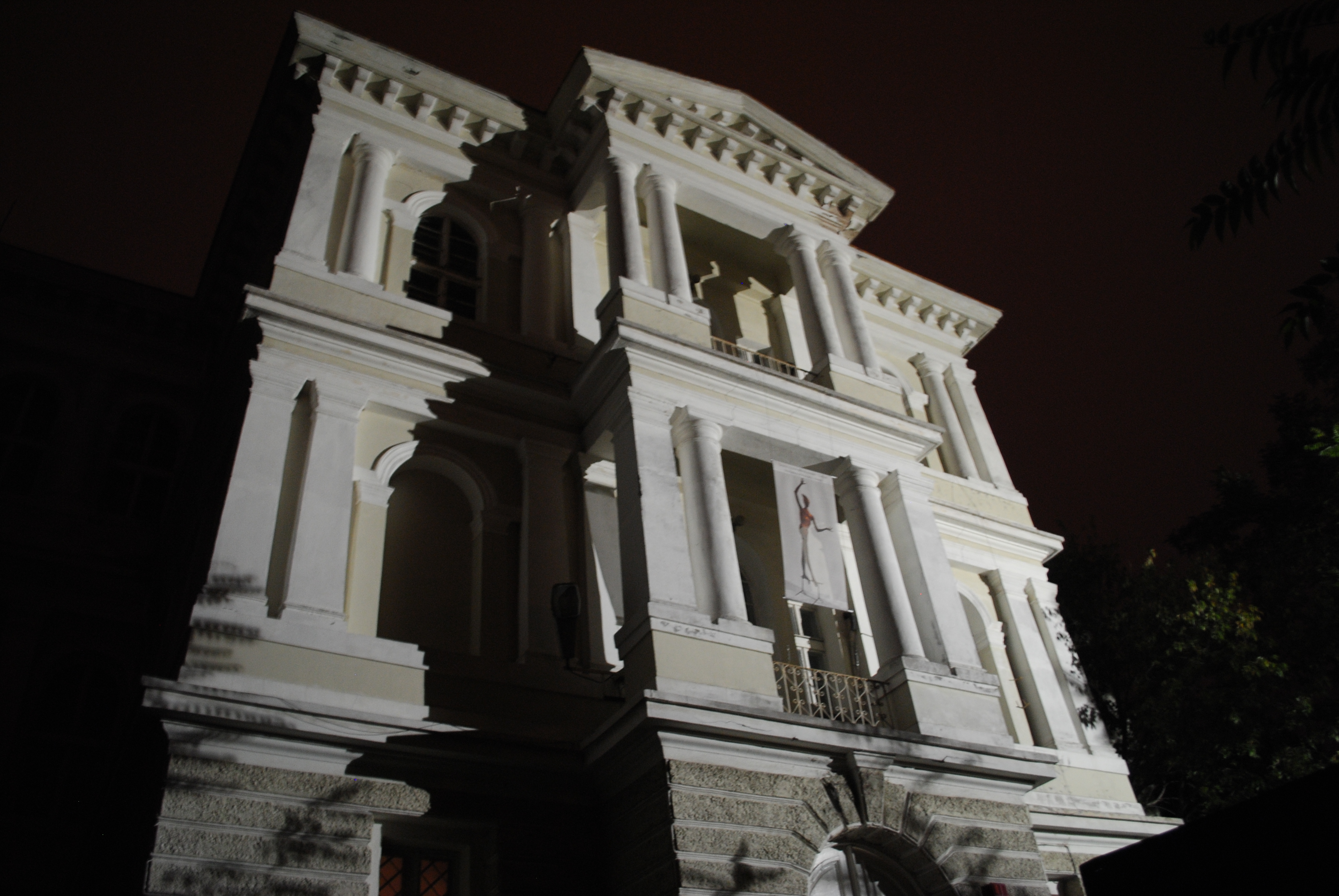
Noční pohled na budovu dívčího gymnázia, dnes městské galerie umění
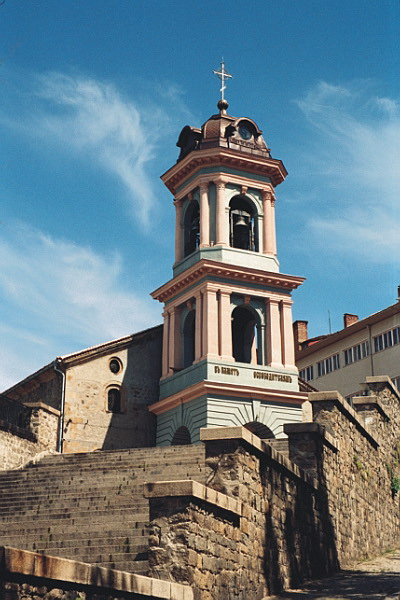
Zvonice kostela svaté Bohorodice
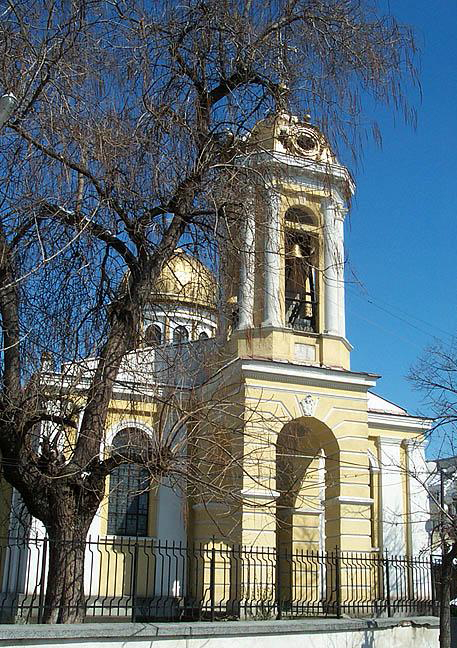
Kostel svatého Jiří
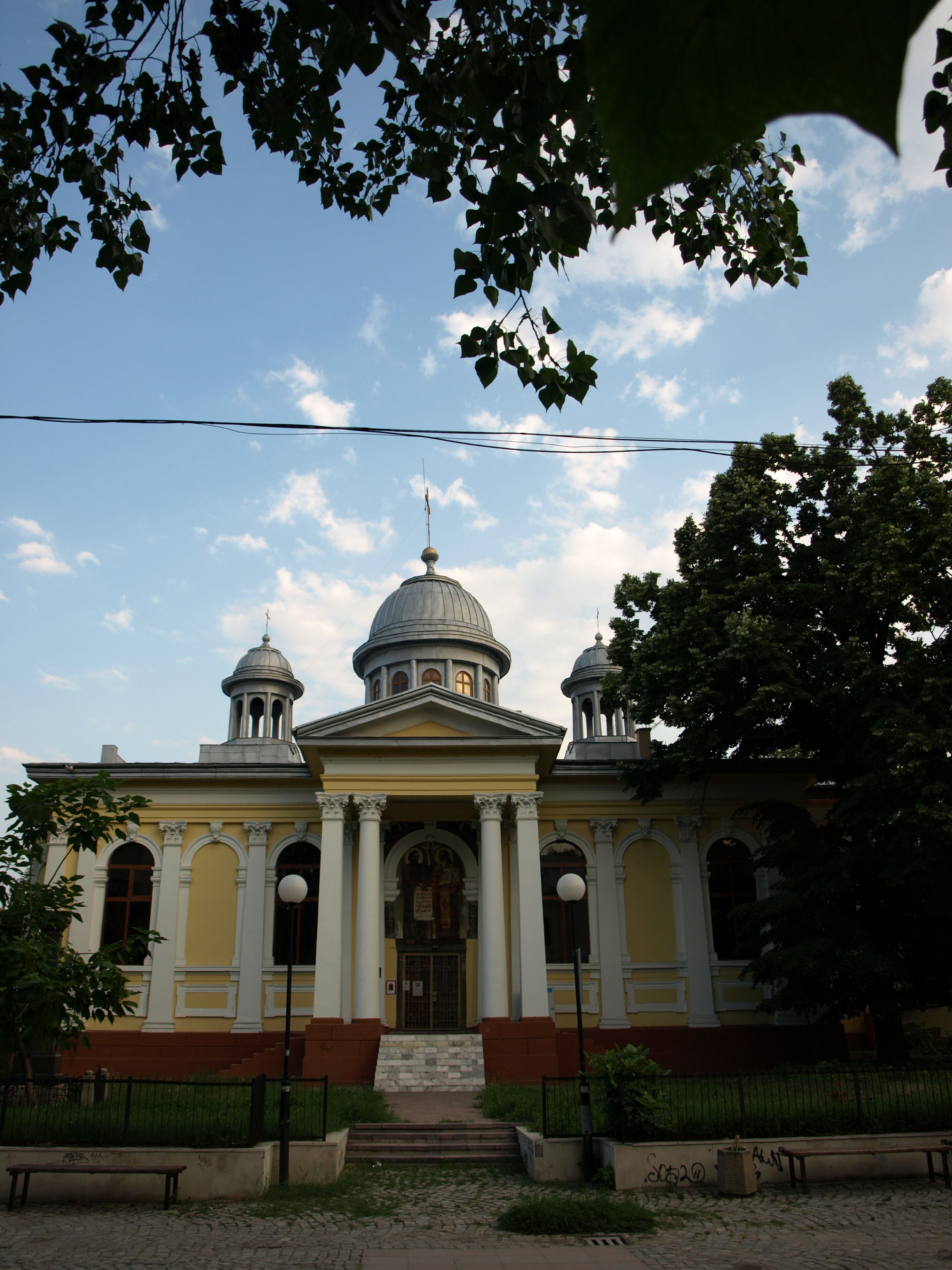
Kostel svatého Cyrila a Metoděje
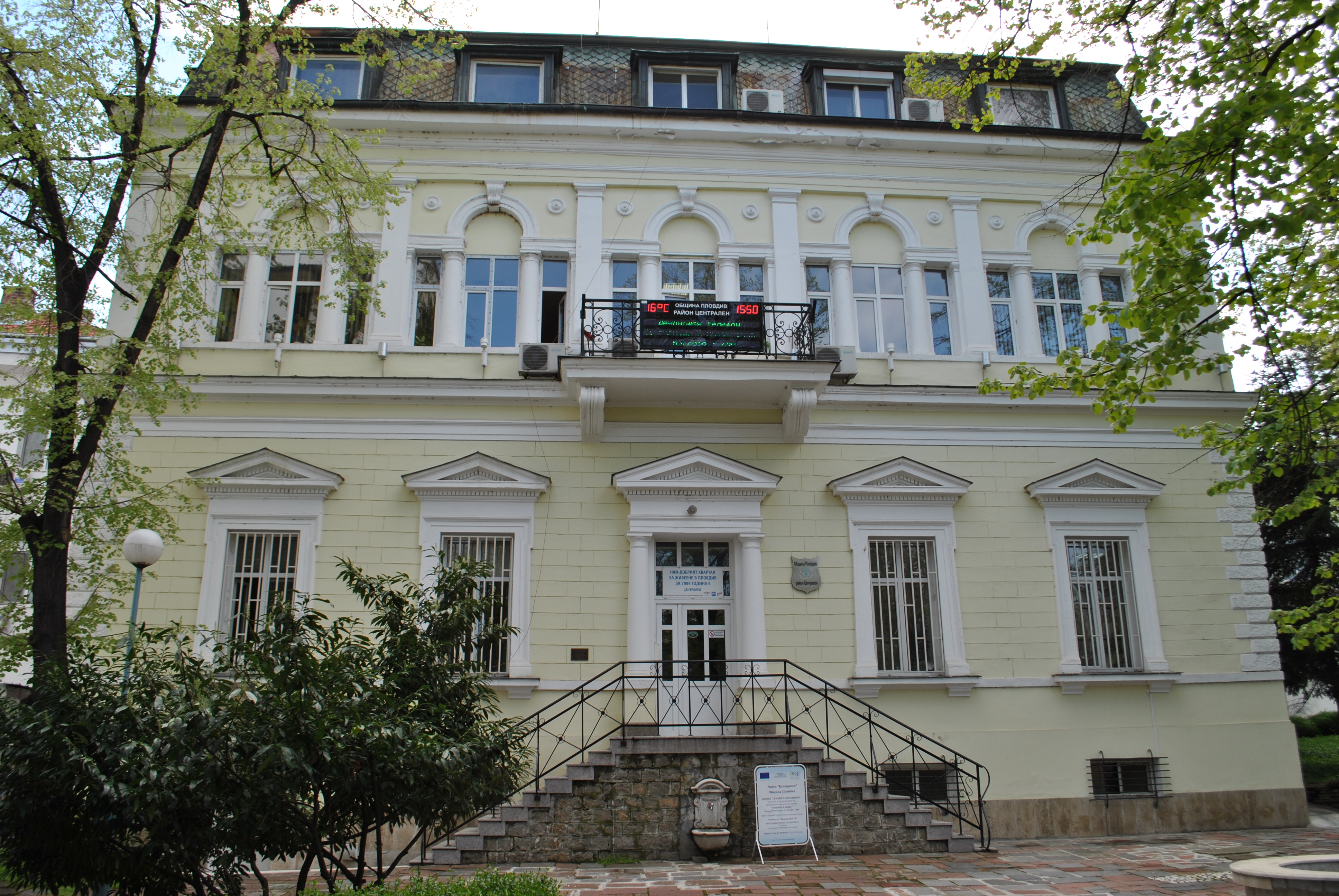
Dům Dragana Mančova, dnes sídlo městského úřadu

## Srbsko-bulharská válka a sjednocené Bulharsko
Během Plovdivského povstání, které vyústilo ve sjednocení Bulharska, vedl Schnitter výstavbu opevnění na bulharsko-turecké hranici. Po následném vypuknutí srbsko-bulharské války se jí zúčastnil jako dobrovolník a vedl fortifikační práce. Poté, co se navrátil z války zpět do Plovdivu, byl jmenován „městským architektem, inženýrem a zeměměřičem“.

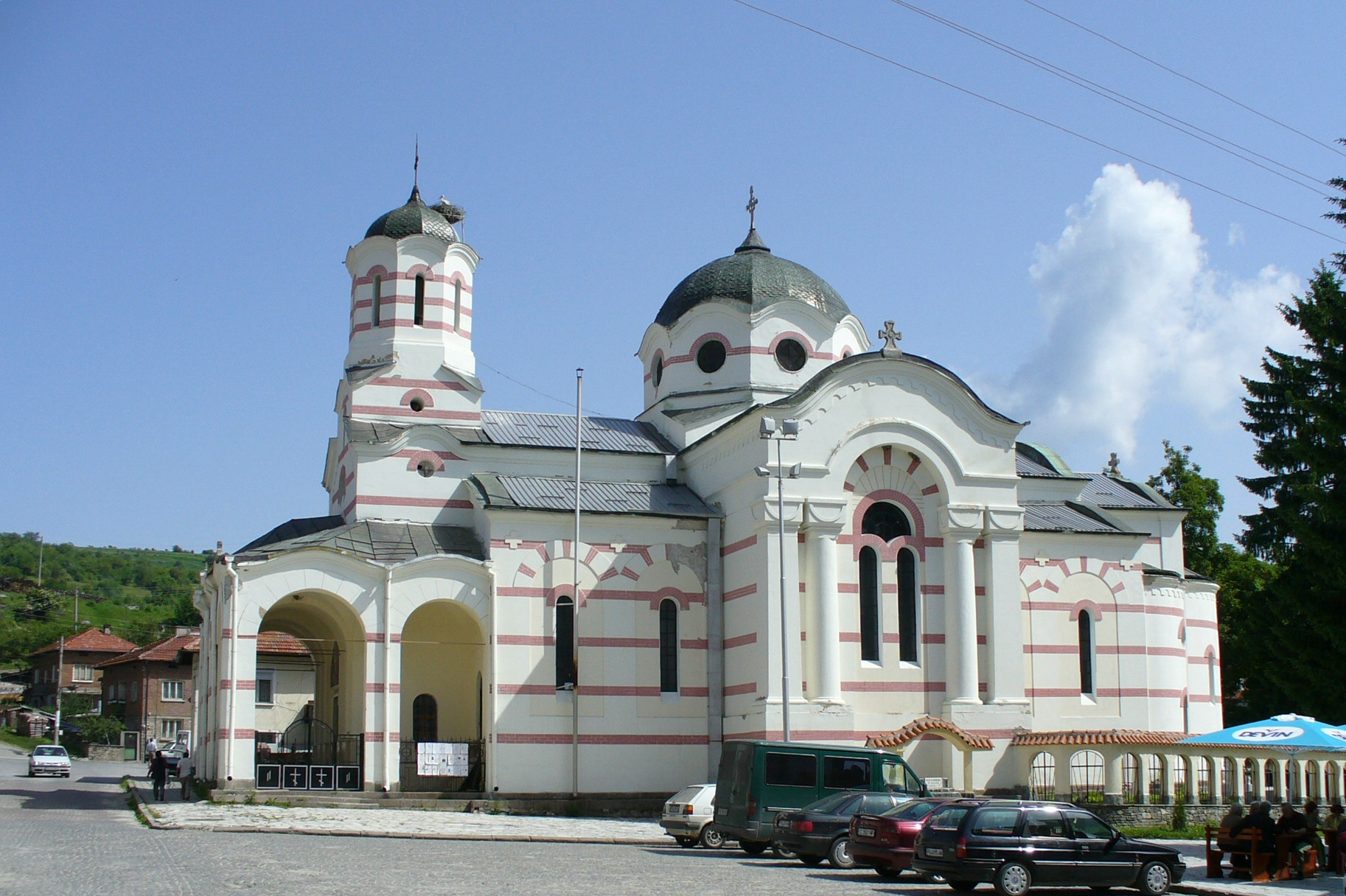
Chrám Zesnutí přesvaté Bohorodice v Bataku

Stěžejní Schnitterovou prací se stal regulační plán města, který mu byl zadán roku 1887. Nejdříve nechal město zaměřit, přičemž se na těchto pracích podílel i sám, a poté vypracoval katastrální plán. Teprve po dokončení této etapy, která trvala 18 měsíců, zahájil práce na vlastní regulaci. K tomu nechal postavit zvláštní pavilon o průměru 8,5 m a zde až do roku 1891 tvořil plán v měřítku 1:500. Plán se setkal s odporem městské rady, a tak musel Schnitter přepracovat některé jeho části, ale nakonec byl v roce 1896 knížecím dekretem schválen a o deset let později publikován v měřítku 1:5000. Plán zahrnuje unikátní systém čtyř tříd orientovaných podle světových stran, regulaci řeky Marici a návrh městské zeleně, na níž se podílel švýcarský zahradní architekt Lucien Chevallaz.
Kromě regulačního plánu Schnitter realizoval stavby v Plovdivu a okolí jako například obytné domy I. Gerdžikova, I. Andonova, rodiny Sveštarových, obchodní dům Orozdi Bak, kde byl poprvé v Bulharsku použit železobeton, činžovní dům S. Kujumdžjiana, hotely Metropol a Rodopi, obchodní dům J. Gavrilova, obytné domy K. Jovanoviče, K. Najdenoviče, chrám Zesnutí přesvaté Bohorodice v Bataku. V roce 1911 vypracoval Schnitter návrh nové městské vodovodní sítě.

## Smrt
V průběhu balkánských válek se Schnitter znovu angažoval v ženijním vojsku. Zemřel v květnu 1914 na zápal plic v důsledku nachlazení při opravách městského vodovodu, který byl poškozen zimními povodněmi.

## Zajímavosti
- Schnitter byl od roku 1905 bulharským občanem, v roce 2006 byl jmenován čestným občanem Plovdivu a v roce 2012 mu tam byl odhalen pomník od sochaře Cvjatka Siromaškého.[2]
- Za dobu své práce pro Plovdiv byl celkem 18krát propouštěn ze služby.
- Jeho přítelem byl Anton Bezenšek, slovinský lingvista a učitel, který žil dvacet let v Plovdivu.
- Schnitter se seznámil se svojí budoucí manželkou tehdy, když mu během svého pobytu v Plovdivu, kde se zastavila na cestě do Cařihradu, vysypala drobky z okna na hlavu.
- Schnitterova pravnučka Marija Šniterova se stala děkankou Fakulty filosofie a historie na Plovdivské univerzitě Paisije Chilendarského.